# Dr.-Karl-Renner-Ring
Der Dr.-Karl-Renner-Ring ist eine Straße im 1. Wiener Gemeindebezirk, der Inneren Stadt. Er ist Teil der Wiener Ringstraße und wurde 1956 nach dem ersten Staatskanzler der Republik Deutschösterreich sowie Chef der ersten, provisorischen Regierung der Zweiten Republik und österreichischen Bundespräsidenten Karl Renner benannt.

## Geschichte
Das Areal des heutigen Dr.-Karl-Renner-Rings gehörte im Mittelalter zur Vorstadt vor dem Widmertor außerhalb der Wiener Stadtmauer. Es war seit dem 16. Jahrhundert Teil des Glacis, des unverbauten Schussfeldes vor der Mauer. Ab 1783 befand sich auf jenem Teil des Glacis, der von den heutigen Verkehrsflächen Schmerlingplatz und Universitätsstraße begrenzt wird, der Exerzier- und Paradeplatz des Militärs. Dem Exerzierplatz gegenüber befand sich schon seit 1639 die Burgschanze.
Die Franzosen sprengten 1809 im Zuge der Koalitionskriege diesen Teil der Befestigungsanlagen, von denen aus besonders heftiger Widerstand geleistet worden war. Die Burgschanze wurde nach dem Abzug der Franzosen nicht mehr wiederaufgebaut. An ihrer Stelle entstand der Volksgarten und, diesen zum Exerzierplatz abgrenzend, die Hornwerkskurtine.
Zu Weihnachten 1857 entschied Kaiser Franz Joseph I., die mittlerweile militärisch obsolet gewordenen Befestigungsanlagen, die die Stadt Wien umgaben, abreißen und an deren Stelle die Ringstraße als repräsentativen Prachtboulevard anlegen zu lassen. Zunächst blieb aber der Exerzierplatz davon unberührt, er durfte nicht verbaut werden. Erst nach intensiven Bemühungen des Wiener Bürgermeisters Cajetan von Felder gab das Militär 1868 seinen Widerstand gegen die Nutzung dieses unansehnlichen Platzes auf, der trotz seiner neuen Bezeichnung als Josefstädter Paradeplatz je nach Witterung eher einer Sandwüste oder einem Morast geglichen hatte.

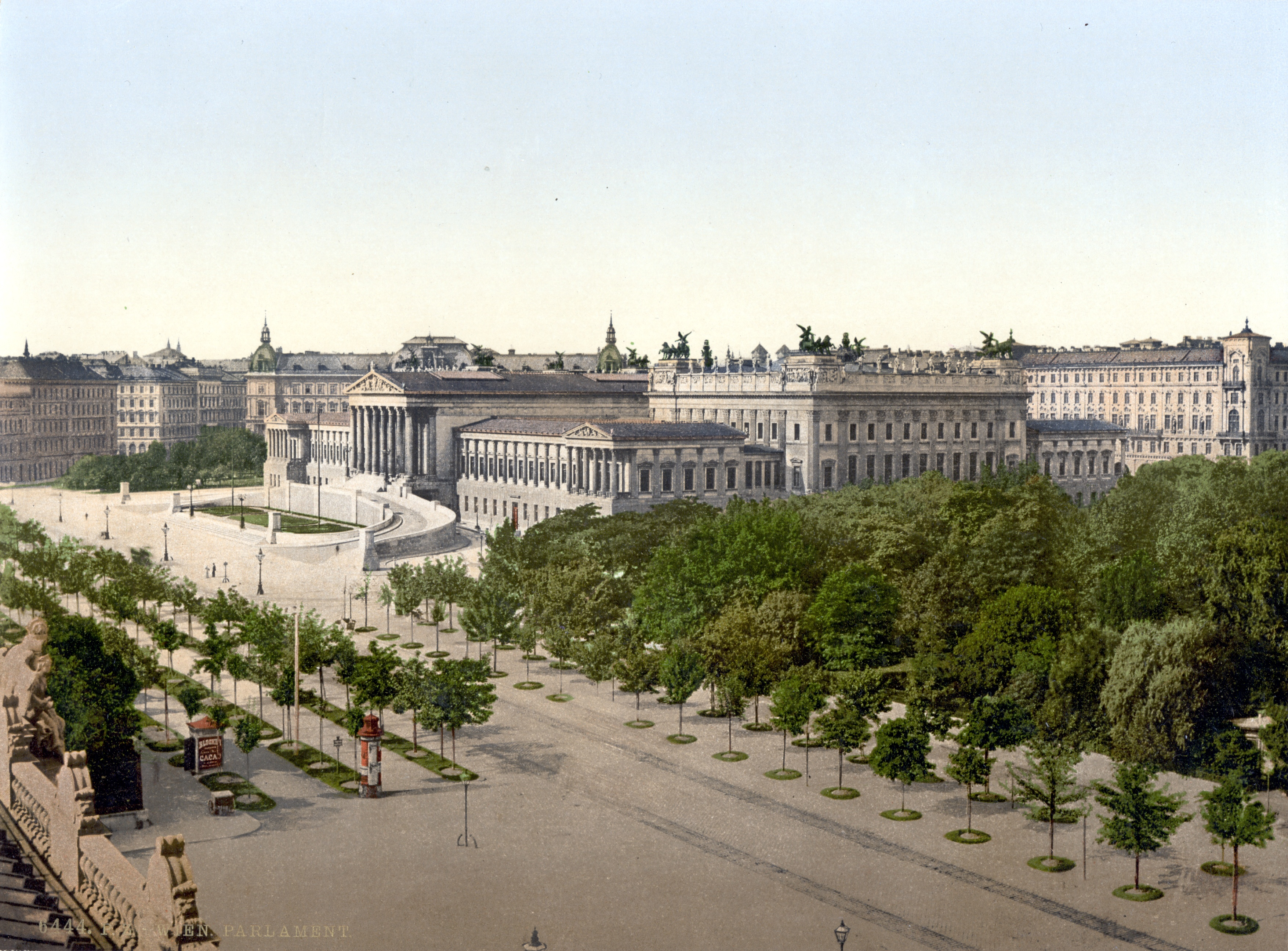
Franzensring vor 1898

1870 durfte nun auch dieser Abschnitt des ehemaligen Glacis verbaut werden. Der entsprechende Teil der Ringstraße wurde nach dem ersten Kaiser von Österreich Franzensring benannt und reichte vom Schmerlingplatz bis zur Schottengasse. Mit den Monumentalbauten von Parlament, Burgtheater, Rathaus und Universität, die den Inbegriff des Wiener Historismus der Ringstraße bilden, drückte sich das Selbstverständnis und Selbstbewusstsein des Wiener Bürgertums aus.
Die Lage von Parlament (damals Reichsratsgebäude) und Rathaus am Franzensring führte aus politischen Gründen häufig zu Aufmärschen und Demonstrationen auf dem Ring und mehrmals zu Namensänderungen dieses Abschnittes. So kam es am 9. Juli 1891 hier zu einer großen Wahlrechtskundgebung. Nach dem Ende des Ersten Weltkrieges fand am 12. November 1918 beim Parlament die Ausrufung der Republik statt. Dies führte auch zur ersten Umbenennung der Straße, die dann Ring des 12. November hieß.
1921 marschierten die Wiener Sozialdemokraten am 1. Mai erstmals über die Ringstraße und hielten  ihre Abschlusskundgebung auf dem Rathausplatz ab. Seit 1926 gab es am Abend vor dem 1. Mai einen Fackelzug der Arbeiterjugend. Am Tag des Brandes des nahegelegenen Justizpalastes, am 15. Juli 1927, fanden die Auseinandersetzungen zwischen Demonstranten und Polizei auch auf dem Ring des 12. November statt.

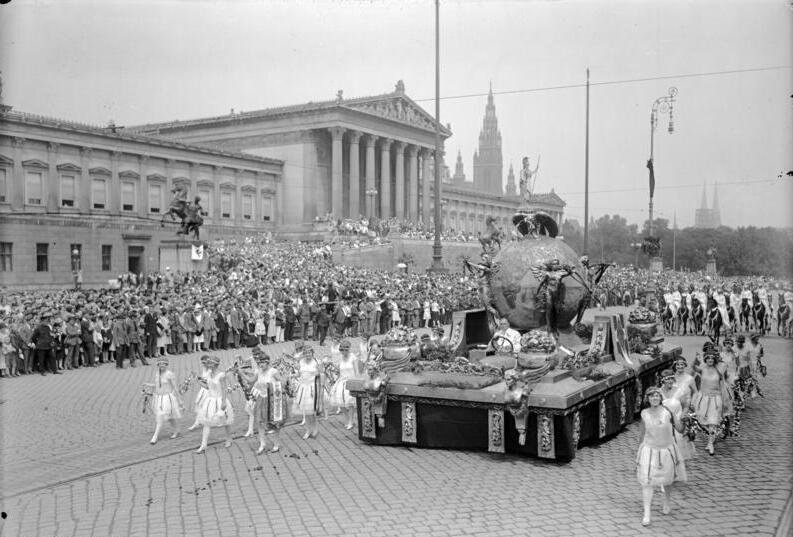
Umzug zum Sängerbundfest Juli 1928

Den für die Sozialdemokraten inzwischen so symbolträchtigen Abschnitt der Ringstraße suchte die christliche Ständestaatsdiktatur 1934 durch dessen Aufteilung und Umbenennung unsichtbar zu machen. Der Teil des bisherigen Rings des 12. November zwischen Stadiongasse und Schottengasse wurde nun Dr.-Karl-Lueger-Ring genannt, der Teil des Burgrings zwischen Bellariastraße und Schmerlingplatz von diesem abgetrennt und dem neu geschaffenen Dr.-Ignaz-Seipel-Ring zugeschlagen, der von der Bellariastraße bis zur Stadiongasse reichte. Diese sektorale Gliederung der Ringstraße hat sich bis heute erhalten.
Die Umbenennung des Ringstraßenabschnitts vor dem Parlament nach erfolgtem Regimewechsel setzte sich nach der Machtübernahme durch die Nationalsozialisten fort. Sie benannten den Dr.-Ignaz-Seipel-Ring 1940 in Josef-Bürckel-Ring um. Josef Bürckel fungierte 1938  als Reichskommissar für die Wiedervereinigung Österreichs mit dem Reich und war 1939 bis 1940 Reichsstatthalter der Ostmark und Gauleiter von Wien. (Die alte Regel, Verkehrsflächen nur nach Verstorbenen zu benennen, wurde vom NS-Regime ignoriert. So wurde damals aus dem Rathausplatz der Adolf-Hitler-Platz.)
Mit Ende des Zweiten Weltkriegs und des nationalsozialistischen Regimes wurde die letzte Umbenennung rückgängig gemacht, so dass die Straße ab 27. April 1945 wieder den zuvor getragenen Namen Dr.-Ignaz-Seipel-Ring trug. Da es sich bei Ignaz Seipel aber um einen umstrittenen und von den Sozialdemokraten ungeliebten Politiker handelte, ging die sozialdemokratische Stadtverwaltung 1949 auf den neutralen Namen Parlamentsring über.
Als man 1956 schließlich die heute noch gültige Bezeichnung Dr.-Karl-Renner-Ring wählte, ahnte man nicht, dass auch diese Benennung fünfzig Jahre später zu Diskussionen führen würde. Mit Karl Renner hatte man zwar einen der führenden Männer der österreichischen Sozialdemokratie gewählt, zugleich aber die Symbolfigur für beide Republikgründungen und damit eine aus damaliger Sicht überaus verdienstvolle und allseits akzeptierte Persönlichkeit. Mit der Diskussion und anschließenden Umbenennung des danebenliegenden Dr.-Karl-Lueger-Rings in Universitätsring auf Grund von Luegers Antisemitismus geriet auch die Person Renner in den Fokus. In den letzten Jahren forderte die ÖVP mehrfach unter Verweis auf Renners Zustimmung zum „Anschluss“ Österreichs an das Deutsche Reich 1938 und angebliche antisemitische Äußerungen die Rückbenennung in Parlamentsring.

## Lage und Charakteristik

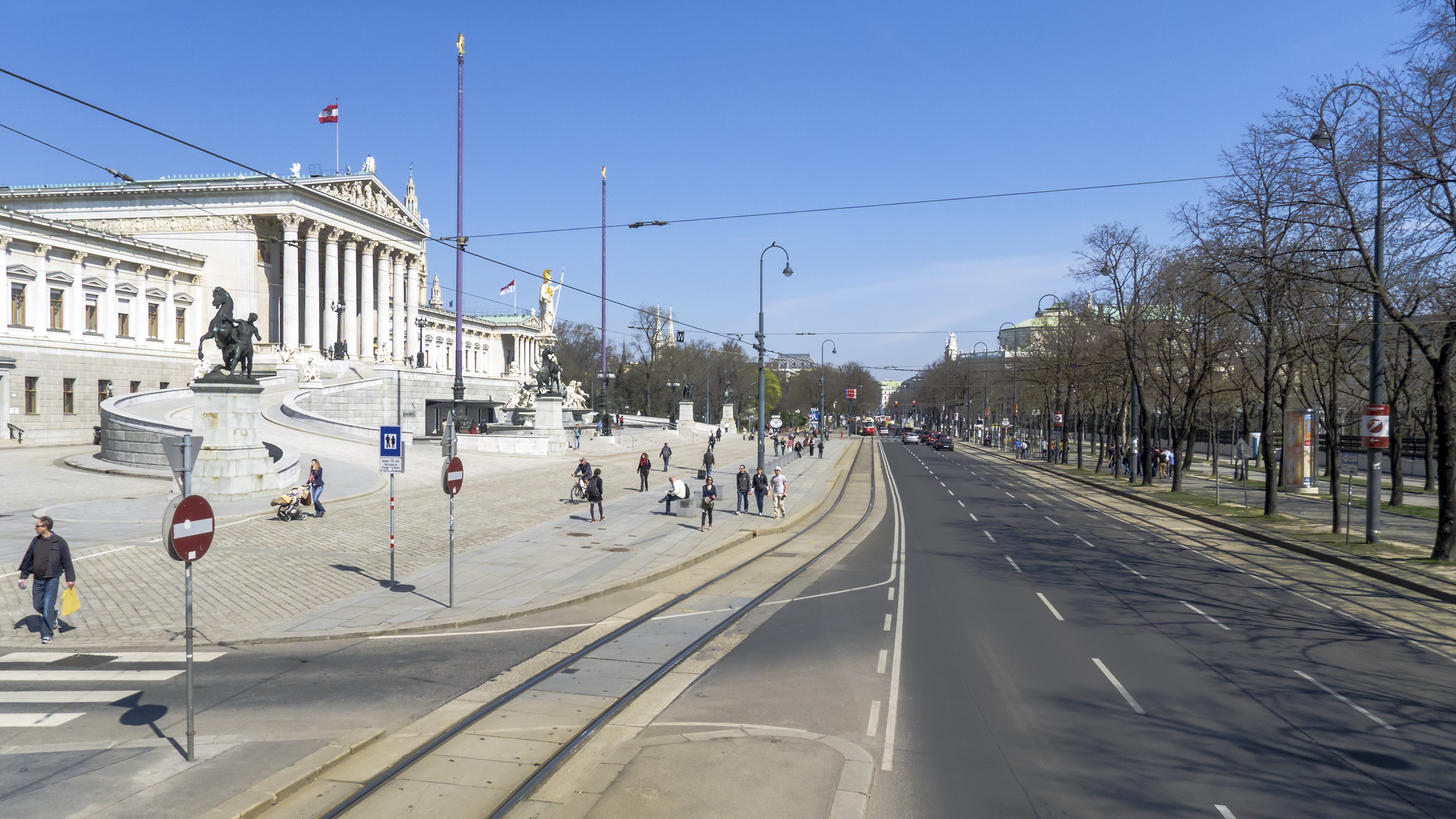
Dr.-Karl-Renner-Ring beim Parlament Richtung Norden

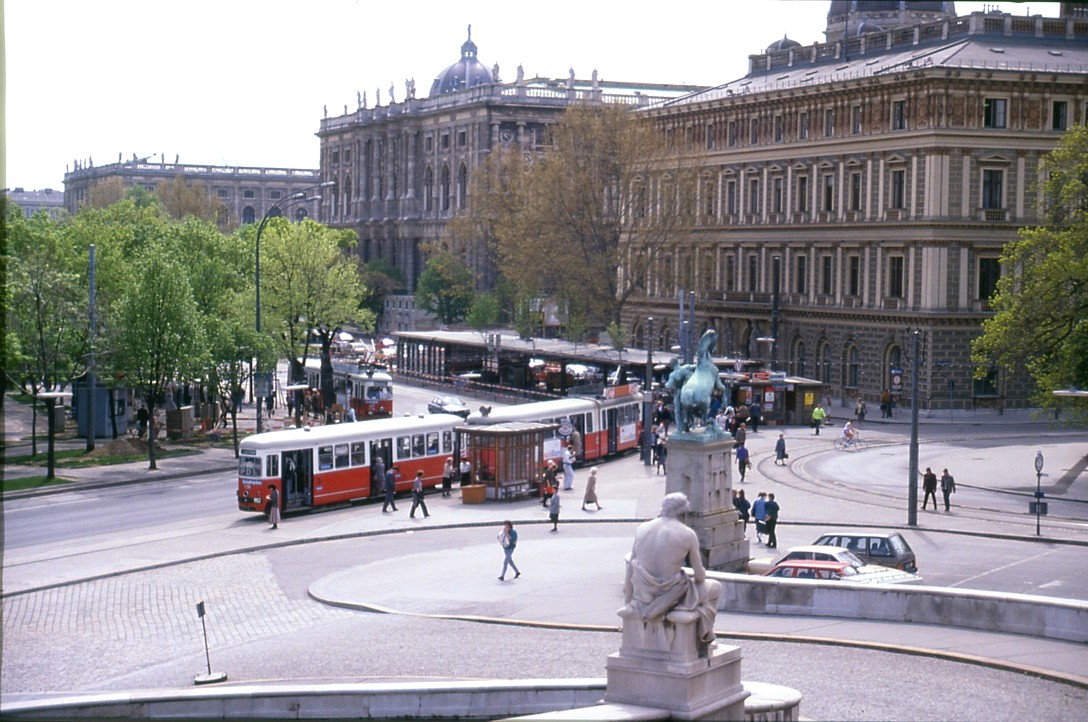
Dr.-Karl-Renner-Ring bei der Bellaria Richtung Süden

Der Dr.-Karl-Renner-Ring beginnt an der Einmündung der Bellariastraße und endet an der Südseite des Rathausplatzes bzw. -parks, an die nach der Seitenfront des Parlaments die Stadiongasse anschließt. Im Verlauf der Ringstraße setzt er den Burgring fort und leitet zum Universitätsring über.
Beim Schmerlingplatz macht der Dr.-Karl-Renner-Ring einen Knick nach rechts und führt in gerader nördlicher Richtung am Parlamentsgebäude vorbei. Wie auch die übrigen Teilstücke der Ringstraße wird der Dr.-Karl-Renner-Ring als dreispurige Einbahnstraße im Uhrzeigersinn geführt. Die Fahrbahnen werden dabei an beiden Seiten von je einem Straßenbahngleis flankiert; auf dem Gleis der stadtauswärtigen Seite wird entgegen dem Uhrzeigersinn gefahren. Stadteinwärts schließen sich zwei Baumreihen an, die zwei breite Fußgängerwege und einen Radweg als Teil des Radringrundweges gliedern. Auf der stadtauswärtigen Seite verläuft zwischen Bellariastraße und Schmerlingplatz eine kurze Seitenfahrbahn, die derzeit nur öffentlichen Verkehrsmitteln (Endstation der Straßenbahnlinien 46 und 49 und der Autobuslinie 48A, alle drei von hier aus in den Westen Wiens unterwegs) und Radfahrern zur Verfügung steht. Vor dem Parlamentsgebäude hingegen befindet sich bis zu den Straßenbahngleisen eine breite freie und gepflasterte Fläche, die von Fußgängern und Radfahrern benutzt werden kann, im Bedarfsfall aber auch die Zufahrt von Autos gestattet.
Zwischen Bellariastraße und Schmerlingplatz befindet sich eine für den öffentlichen Verkehr sehr bedeutende Halte- und Umsteigstelle. Hier liegt der Abgang zur U-Bahn-Station Volkstheater der Linien U3 und U2. Zugleich kann hier die Fahrbahn des Rings unterquert werden. Auf der Stadtinnenseite liegt die Straßenbahnhaltestelle „Dr.-Karl-Renner-Ring“ der Linien 1, 2, 71 und D in Richtung Nord, auf der Stadtaußenseite die Haltestelle der genannten Linien in der  Gegenrichtung und die erwähnten Endstation der Linien 46, 49 und 48A. Am anderen Ende des Dr.-Karl-Renner-Rings liegt noch eine weitere, schwächer frequentierte Straßenbahnhaltestelle namens „Stadiongasse“ für die Ringlinien. Die Gleisanlagen der Ringlinien und jener von 46er und 49er sind miteinander verbunden, so dass bei Verkehrshindernissen umgeleitet werden kann.

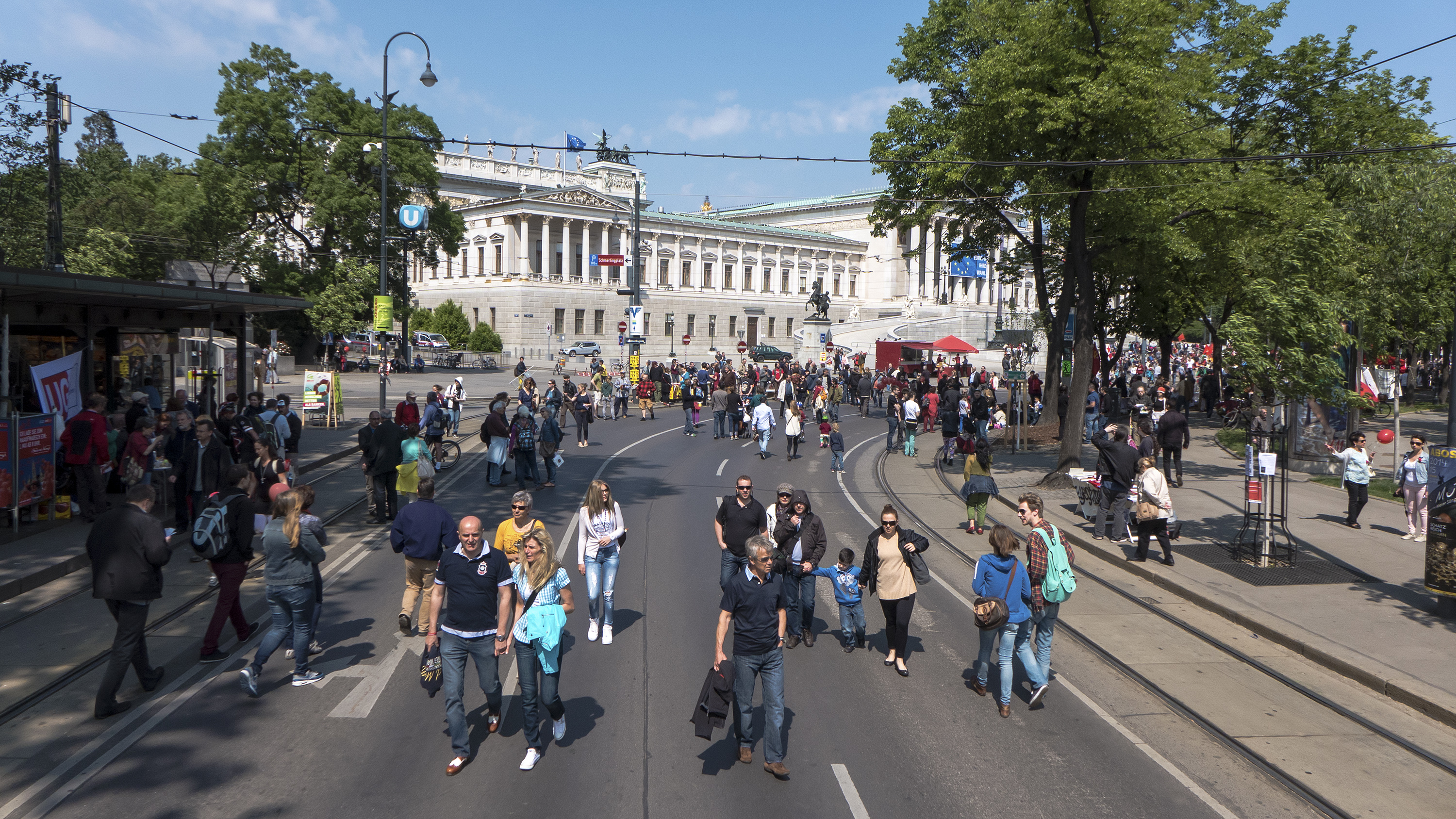
Dr.-Karl-Renner-Ring beim Maiaufmarsch 2014

Fußgänger sind am Dr.-Karl-Renner-Ring sehr zahlreich unterwegs. Einheimische benutzen vor allem die genannten Stationen, Touristen suchen die hier gelegenen Sehenswürdigkeiten auf, wobei Parlament und vorgelagerte Pallas-Athene-Statue zu bevorzugten Fotomotiven gehören. Die erwähnte freie Fläche zwischen Parlament und Straße wird außerdem oft für kleinere politische Demonstrationen und Kundgebungen genutzt.
Die Stadtinnenseite des Dr.-Karl-Renner-Rings ist unverbaut – hier liegt der Volksgarten. An der Stadtaußenseite befinden sich die beiden historistischen Bauwerke des Palais Epstein und des Parlaments, letzteres einer der bedeutendsten Monumentalbauten der Ringstraßenzone. Beide Gebäude wurden von Theophil von Hansen entworfen. Durch diese lockere Bebauung, bei der das Parlamentsgebäude noch dazu deutlich hinter dem Straßenverlauf liegt, wirkt der Dr.-Karl-Renner-Ring großzügig weit, da er nicht von hohen Häusern gesäumt und eingeengt ist.
Alle Bauwerke am Dr.-Karl-Renner-Ring stehen unter Denkmalschutz.

## Bauwerke

### Nr. 1: Palais Epstein

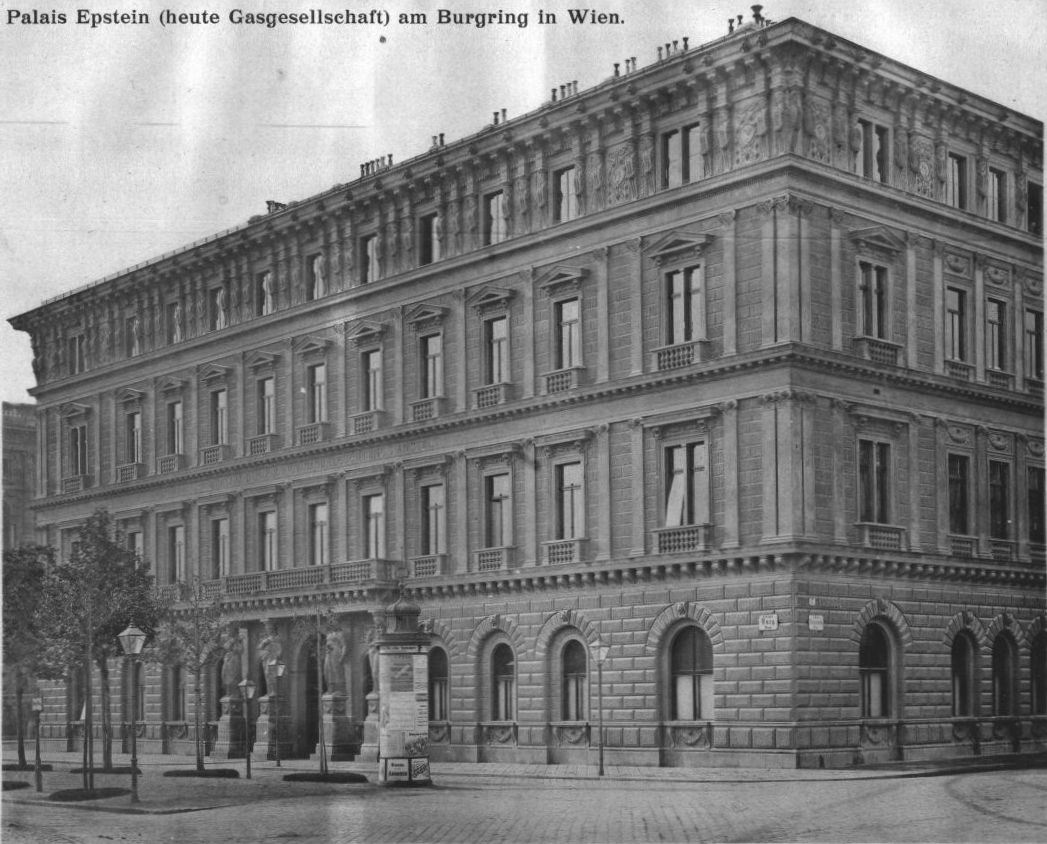
Palais Epstein (um 1889)

Das in sehr exponierter Lage nach drei Seiten freistehende Gebäude zwischen Bellariastraße und Schmerlingplatz wurde 1868 bis 1871 von Theophil von Hansen für den Bankier Gustav Ritter von Epstein in Formen der Wiener Neorenaissance errichtet. Es lag damals noch am Burgring. Epstein musste das Palais bereits 1873 aufgrund des Börsenkrachs verkaufen. 1902 wurde es Sitz des Verwaltungsgerichtshofs und 1922 des Wiener Stadtschulrates. In der NS-Zeit befand sich hier das Bauamt der Reichsstatthalterei und danach die Zentralkommandantur der sowjetischen Besatzungsmacht. Nach deren Abzug wieder Sitz des Wiener Stadtschulrates bis 2000 wird es seither, aufwändig restauriert, als Nebengebäude des unter Raumnot leidenden Parlaments genutzt.
Am Gebäude befinden sich Gedenktafeln für die Psychologen Karl Bühler und Charlotte Bühler (1995) sowie für den sozialdemokratischen Schulreformer Otto Glöckel von 1954 mit seinem Bronzeporträtrelief von Erich Pieler. Eine weitere Gedenktafel aus dem Jahr 1993 erinnert daran, dass sich hier die sowjetische Militärkommandantur befand.

### Nr. 3: Parlamentsgebäude

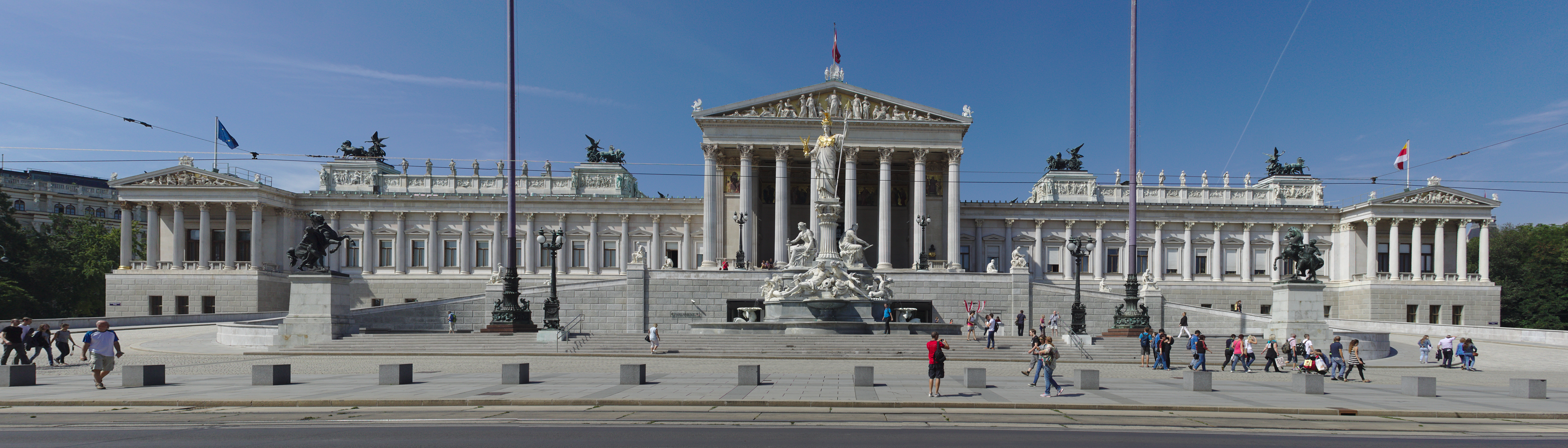
Parlamentsgebäude

Das vielleicht auffälligste Gebäude der Ringstraßenzone wurde 1874 bis 1883 vom Architekten Theophil von Hansen im neoklassizistischen Stil errichtet. Der bereits 1861 gebildete Reichsrat musste bis zum Datum der Fertigstellung in provisorischen Räumlichkeiten unterkommen. Nach Ende der Monarchie zogen National- und Bundesrat der Republik in das Gebäude ein, in dem sie mit Unterbrechung der Diktaturjahre 1934 bis 1945 bis heute tätig sind. Da mittlerweile größere Gebäudeschäden aufgetreten sind, wird das Haus 2015 bis 2017 grundlegend renoviert.

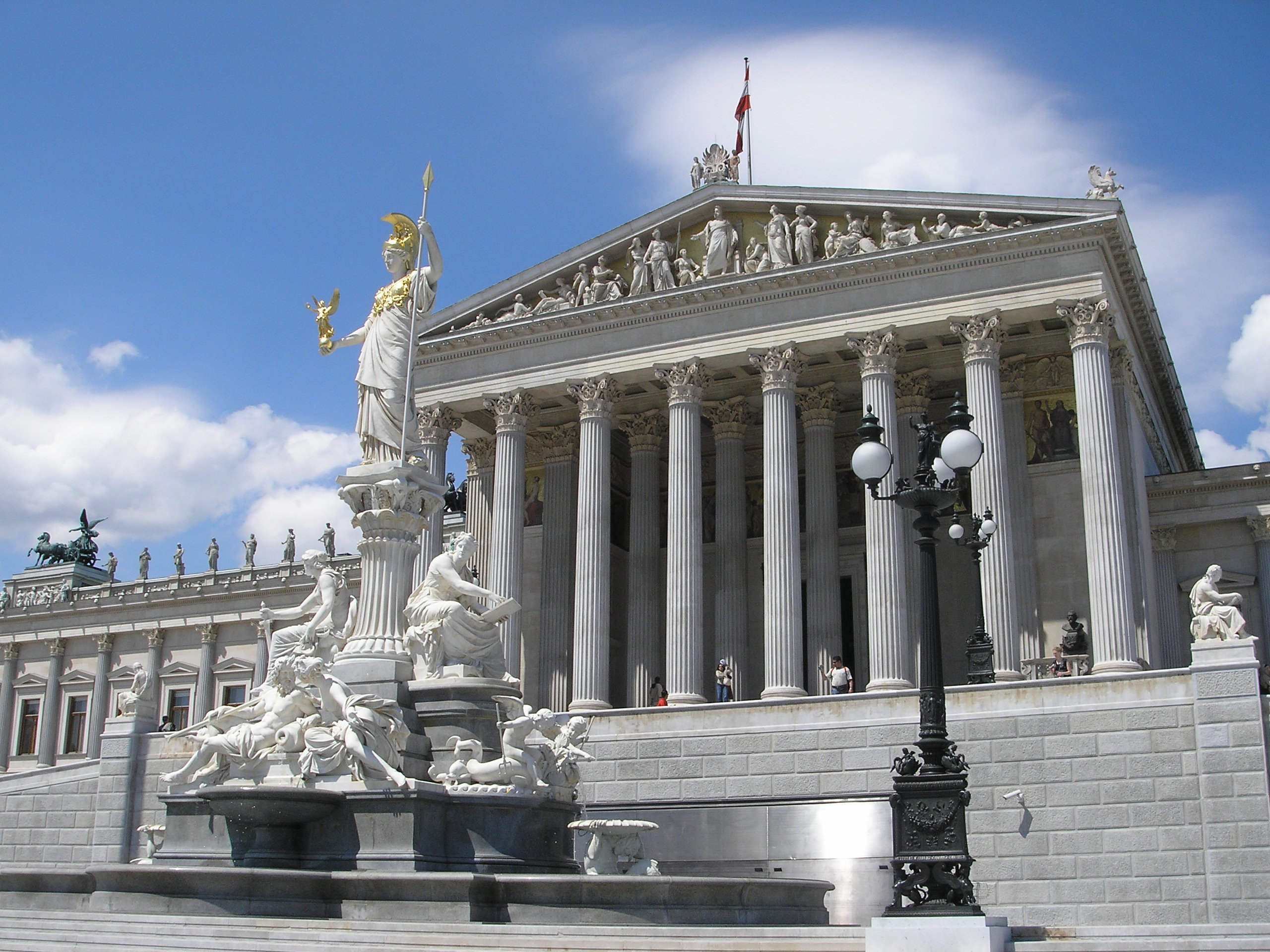
Pallas-Athene-Brunnen und Portikus

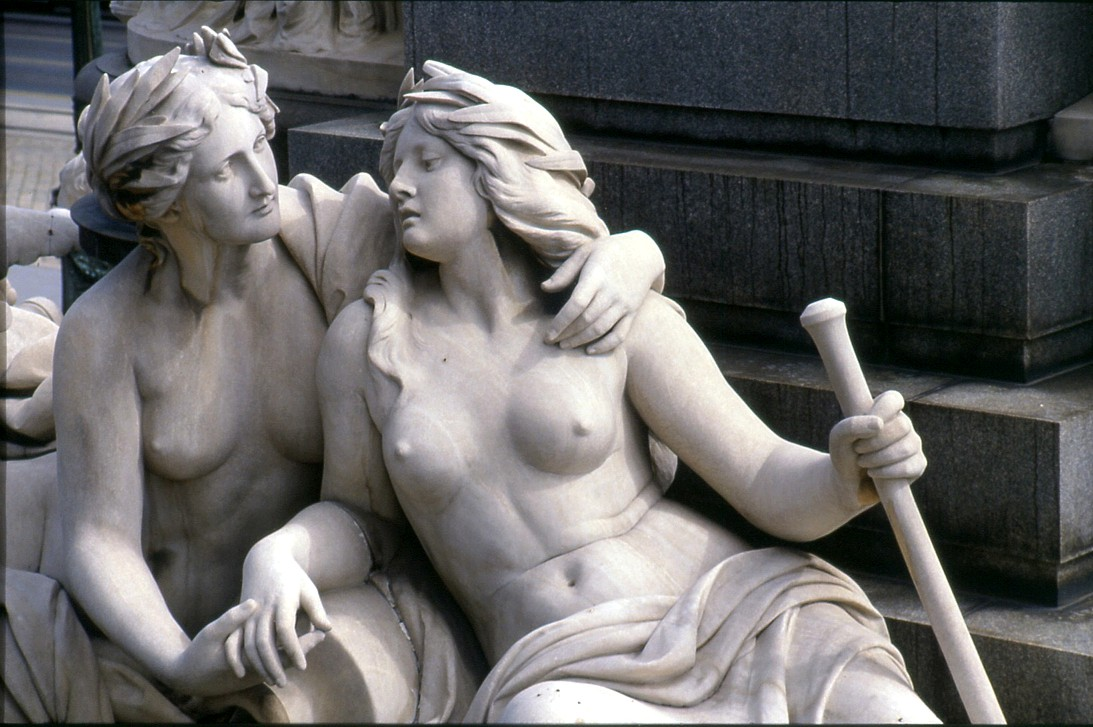
Brunnenfiguren am Pallas-Athene-Brunnen

Das Parlamentsgebäude liegt freistehend zwischen dem Dr.-Karl-Renner-Ring, der Stadiongasse, der Reichsratsstraße und dem Schmerlingplatz. Die Hauptfassade zeigt sich in strahlendem Weiß, obwohl der Architekt eigentlich eine polychrome Fassade vorgesehen hatte. Der mittlere erhöhte Hallentrakt wird durch freistehende kolossale Säulen und einen Dreiecksgiebel akzentuiert. Im Giebel ist im Zentrum Kaiser Franz Joseph I. zu sehen, der die Verfassung an die 17 Kronländer Österreichs verleiht. Dieses Relief wurde von Edmund von Hellmer 1879 bis 1888 geschaffen. Unterhalb des Giebels an der rückwärtigen Portikuswand ist ein Glasmosaikfries auf Goldgrund zu sehen, dass die Austria mit den ihr huldigenden Kronländern von Eduard Lebiedzki aus den Jahren 1900 bis 1902 zeigt. Am Portikus ist weiters die Büste Theophil Hansens von Hugo Haerdtl (1905) zu sehen, sowie Gedenktafeln für verfolgte Abgeordnete des Hauses, die Präsidenten der provisorischen Nationalversammlung von 1918 und Artikel 1 der Allgemeinen Erklärung der Menschenrechte. Die niedrigeren Seitenflügel sind durch korinthische Säulen im Obergeschoß gegliedert. Weithin sichtbar sind die von geflügelten Niken geführten Quadrigen aus Bronze über den Saalbauten, die 1879 bis 1882 von Vincenz Pilz geschaffen wurden.
Zum Portikus der Hauptfassade führt eine doppelarmige Auffahrtsrampe, an deren Pfeilern acht Figuren griechischer und römischer Geschichtsschreiber sitzen. Es sind dies von links beginnend: Thukydides von Richard Kauffungen (1896), Xenophon von Hugo Haerdtl (1899), Herodot von Karl Schwerzek (1898), Polybios von Alois Düll (1899), Titus Livius von Josef Lax (1900), Tacitus von Karl Sterrer (1898), Sallust von Wilhelm Seib (1896) und Gaius Iulius Caesar von Josef Beyer (1898). Am Fuße der Rampen befinden sich vier Rossebändiger von Josef Lax, die bereits 1882 entworfen, aber erst 1898 bis 1901 ausgeführt wurden.
Zentral vor Portikus und Rampe steht der Pallas-Athene-Brunnen von Carl Kundmann (1898–1902). Die Statue der Pallas Athene, Sinnbild der Weisheit, hält eine Nike-Statuette. Zu ihren Füßen sitzen die Allegorien von Legislative und Exekutive von Josef Tautenhayn (1896) und am Postament die Hauptflüsse der Monarchie, Donau und Inn von Hugo Haerdtl, Moldau und Elbe von Carl Kundmann.

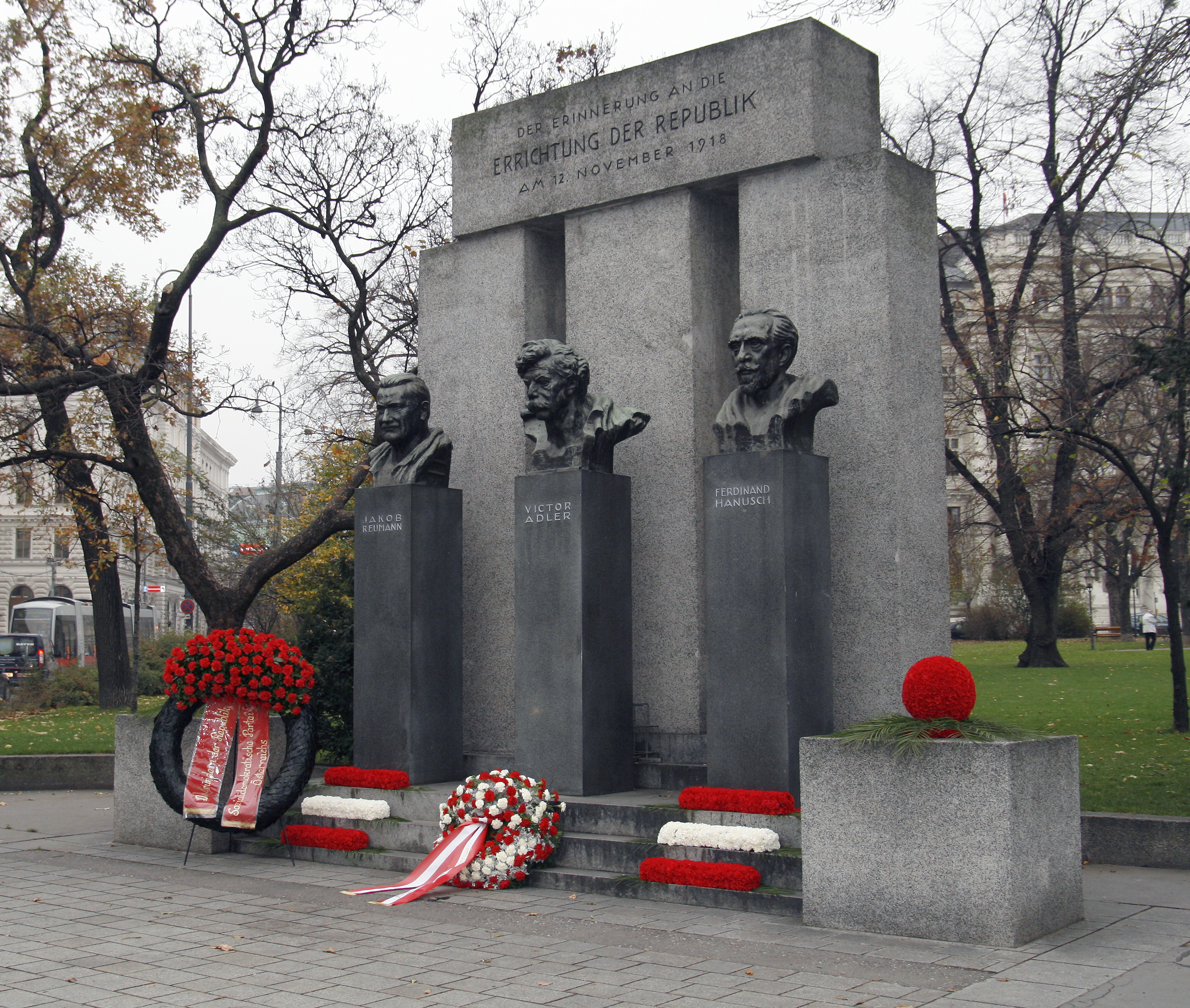
Republikdenkmal

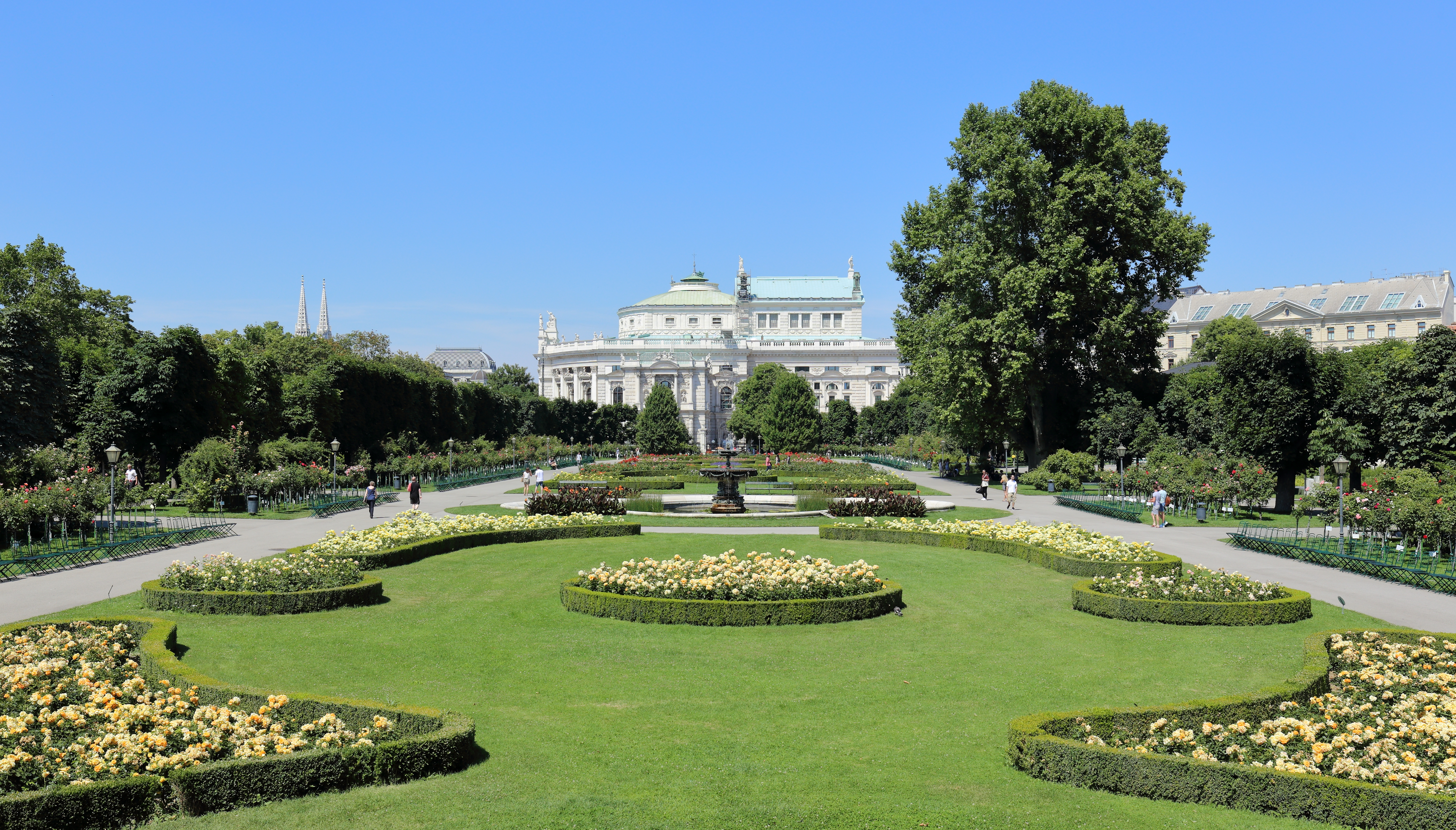
Rosengarten im Volksgarten, neben dem Dr.-Karl-Renner-Ring

### Republikdenkmal
Zwischen Palais Epstein und Parlament vor dem Zwickel des Schmerlingplatzes gelegen wurde das Republikdenkmal 1928 zum zehnten Jahrestag der Ausrufung der Republik geschaffen. Es stellt auf drei Sockeln die Büsten der sozialdemokratischen Politiker Jakob Reumann (von Franz Seifert), Victor Adler (von Anton Hanak) und Ferdinand Hanusch (von Carl Wollek) dar. Eine dahinter befindliche Inschrift lautet: Der Erinnerung an die Errichtung der Republik am 12. November 1918. Zur Entstehungszeit des Denkmals hieß der Dr.-Karl-Renner-Ring noch Ring des 12. November. 1934 wurde das Denkmal vom Ständestaatsregime abgetragen und erst wieder 1948 neu aufgestellt. Alljährlich finden hier offizielle Kranzniederlegungen statt.

### Volksgarten

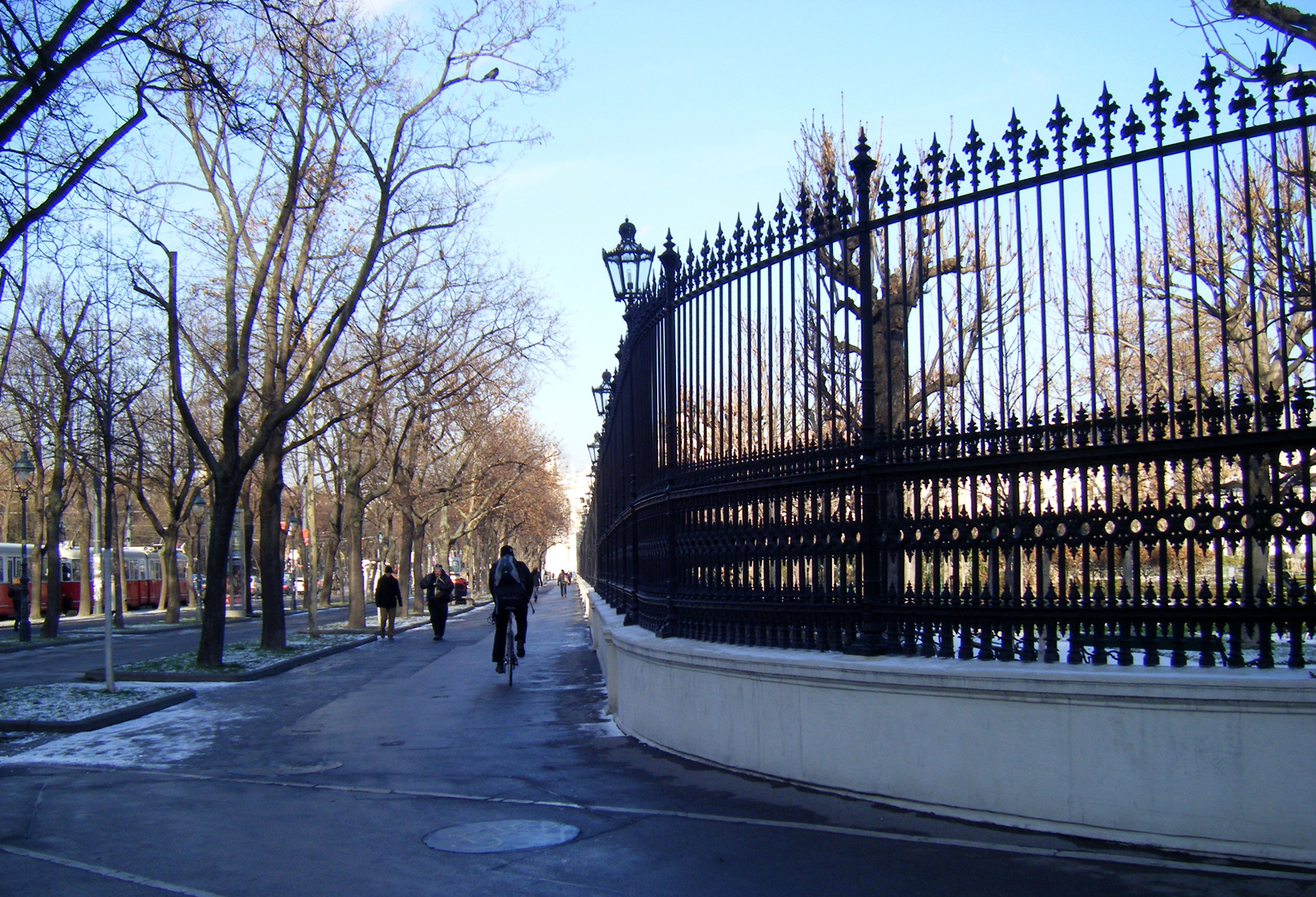
Ziergitter des Volksgartens zum Dr.-Karl-Renner-Ring

Auf der Stadtinnenseite des Dr.-Karl-Renner-Rings liegt der Volksgarten. Diese Parkanlage wurde bereits 1823 eröffnet, entstand also schon vor Errichtung der Ringstraße. Entworfen wurde er von Ludwig von Remy und gehörte zur Hofburg, war aber ab 1825 öffentlich zugänglich (daher der Name). Nach Schleifung der den Park einfassenden Hornwerkskurtine erweiterte Franz Antoine der Jüngere den Park zur Ringstraße hin, und zwar im Gegensatz zum bereits bestehenden Teil, der als englischer Landschaftsgarten konzipiert war, im französischen Rokokostil. Moritz Löhr schuf die Einfriedung des Volksparks. Somit ist der Park gegenüber der Ringstraße durch eine Abzäunung getrennt und kann von hier nur durch kleine Zugänge gegenüber der Bellariastraße und der Stadiongasse betreten werden. Hinter der Einzäunung liegen an der Seite zum Dr.-Karl-Renner-Ring ein Rosengarten mit über 3000 Rosensträuchern und mehr als 200 Rosensorten (darunter ein mehr als achtzigjähriger Rosenstrauch aus dem Geburtshaus von Karl Renner in Unter-Tannowitz in Mähren) und das Grillparzerdenkmal von Carl Kundmann (1889). An der Umzäunung des Volksgartens, gegenüber dem Parlament, wurde 1967 das Denkmal für den früheren Bundeskanzler Julius Raab von Clemens Holzmeister geschaffen. Das Porträtrelief stammt von Toni Schneider-Manzell.